# Чемпионат России по плаванию на открытой воде 2011
Чемпионат России по плаванию на открытой воде 2011 года прошёл с 20 по 25 июня в Анапе, Краснодарский край.
Дистанция 16 км являлась отборочной на дистанцию 25 км на чемпионате мира в Шанхае.

## Призёры

### Мужчины

#### 5 км с раздельным стартом
Сергей Большаков (Московская область — Удмуртия) — 58.29,14

 Евгений Дратцев (Московская область — Ярославская область) — 58.36,56

 Артём Подьяков (Московская область — Липецкая область) — 59.06,29

#### 10 км
Сергей Большаков (Московская область — Удмуртия) — 2:05.20,9

 Артём Подьяков (Московская область — Липецкая область) — 2:06.19,2

 Евгений Дратцев (Московская область — Ярославская область) — 2:06.19,3

#### 16 км
Владимир Дятчин — 3:23.35

 Василий Бойков — 3:23.44

 Иван Афаневич (ХМАО — Югра) — 3:23.50

### Женщины

#### 5 км с раздельным стартом
Екатерина Селивёрстова (Москва-1) — 59.13,80

 Елизавета Горшкова (Москва-1) — 1:00.19,07

 Мария Булахова (Волгоградская область-1) — 1:00.22,64

#### 10 км
Екатерина Селивёрстова (Москва-1) — 2:12.05,0

 Анна Уварова (Архангельская область) — 2:12.07,3

 Анастасия Крапивина (Липецкая область) — 2:14.33,5

#### 16 км
Анна Уварова (Архангельская область) — 3:36.11

 Мария Булахова (Волгоградская область-1) — 3:36.14

 Елизавета Горшкова (Москва-1) — 3:36.21

### Смешанные соревнования

#### 5 км в группе
Московская область — Липецкая область-1 (Артём Подьяков, Владимир Дятчин, Анастасия Крапивина) — 1:05.12,80

 Волгоградская область-1 (Данила Серебренников, Руслан Мандров, Антонина Фаустова) — 1:07.01,71

 ХМАО — Югра-1 (Иван Афаневич, Антон Пилипас, Ольга Козедуб) — 1:08.26,03